# Literaturjahr 2004
Liste der Literaturjahre

◄◄ | ◄ | 2000 | 2001 | 2002 | 2003 | Literaturjahr 2004 | 2005 | 2006 | 2007 | 2008 | ► | ►►

Weitere Ereignisse

## Ereignisse
- Canada Reads wählt Guy Vanderhaeghes The Englishman's Boy als nationale Lektüre aus.
- Vancouver/British Columbia, April: Der zu den BC Book Prizes gehörende Lieutenant Governor’s Award for Literary Excellence wird erstmals durch Schirmherrin Lieutenant Governor of British Columbia Iona Campagnolo übergeben. Der erste Preisträgerin ist P. K. Page.
- Kanada: Das Preisgeld des Danuta Gleed Literary Awards wird auf 10.000 Kanadische Dollar aufgestockt.
- 2. September: Im Dachstuhl der Herzogin-Anna-Amalia-Bibliothek in Weimar bricht ein um sich greifender Brand aus. 50.000 Bände der Bibliothek verbrennen, weitere 62.000 werden durch Feuer, Rauch und Löschwasser beschädigt. Die Bibliothek enthält deutsche Original Literatur aus dem Zeitraum 1750 und 1850 sowie zahlreiche Sondersammlungen.

- Im Oktober 2004 stellte sich Google Print auf der Frankfurter Buchmesse vor.
- 13. Dezember: Der Dichter, Zeichner und Maler Robert Gernhardt erhält den alle zwei Jahre verliehenen und mit 25.000 Euro dotierten Düsseldorfer Heinrich-Heine-Preis.
- Im Dezember 2004 beginnen Suchergebnisse aus gescannten Büchern in den Ergebnislisten der englischen Suchoberfläche Google.com zu erscheinen.

## Literaturpreise
- Nobelpreis für Literatur 2004: Elfriede Jelinek

- Deutscher Science Fiction Preis

- Andreas Eschbach: Der Letzte seiner Art

- Hugo Award

- Lois McMaster Bujold, Paladin of Souls, Paladin der Seelen, Kategorie: Bester Roman
- Vernor Vinge, The Cookie Monster, Das Cookie-Monster, Kategorie: Bester Kurzroman
- Michael Swanwick, Legions in Time, Kategorie: Beste Erzählung
- Neil Gaiman, A Study in Emerald, Kategorie: Beste Kurzgeschichte

- Kurd-Laßwitz-Preis

- Andreas Eschbach, Der Letzte seiner Art, Kategorie: Bester Roman
- Angela Steinmüller und Karlheinz Steinmüller, Vor der Zeitreise, Kategorie: Beste Kurzgeschichte/Erzählung
- Vernor Vinge, Eine Tiefe am Himmel, Kategorie: Bestes ausländisches Werk
- Hannes Riffel, Kategorie: Bester Übersetzer
- Franz Rottensteiner für die langjährige Herausgabe des Quarber Merkur, Sonderpreis

- Locus Award

- Dan Simmons, Ilium, Ilium, Kategorie: Bester SF-Roman
- Lois McMaster Bujold, Paladin of Souls, Paladin der Seelen, Kategorie: Bester Fantasy-Roman
- Terry Pratchett, The Wee Free Men, Kleine freie Männer, Kategorie: Bestes Jugendbuch
- Cory Doctorow, Down and Out in the Magic Kingdom, Backup, Kategorie: Bester Erstlingsroman
- Vernor Vinge, The Cookie Monster, Das Cookie-Monster, Kategorie: Bester Kurzroman
- Neil Gaiman, A Study in Emerald, Kategorie: Beste Erzählung
- Neil Gaiman, Closing Time, Kategorie: Beste Kurzgeschichte
- Ursula K. Le Guin, Changing Planes, Kategorie: Beste Sammlung
- Gardner Dozois, The Year's Best Science Fiction: Twentieth Annual Collection, Kategorie: Beste Anthologie

- Nebula Award

- Lois McMaster Bujold, Paladin of Souls, Paladin der Seelen, Kategorie: Bester Roman
- Walter Jon Williams, The Green Leopard Plague, Kategorie: Bester Kurzroman
- Ellen Klages, Basement Magic, Kategorie: Beste Erzählung
- Eileen Gunn, Coming to Terms, Kategorie: Beste Kurzgeschichte
- Fran Walsh & Philippa Boyens & Peter Jackson, The Lord of the Rings: The Return of the King, Der Herr der Ringe: Die Rückkehr des Königs,  Kategorie: Bestes Drehbuch

- Philip K. Dick Award

- Gwyneth Jones, Life

- Bertolt-Brecht-Literaturpreis 2004: Christoph Ransmayr
- Booker Prize 2004: Alan Hollinghurst für The Line of Beauty
- Danuta Gleed Literary Award: Jacqueline Baker, A Hard Witching & Other Stories
- Ethel Wilson Fiction Prize: Caroline Adderson, Sitting Practice
- Erich-Fried-Preis 2004: Brigitte Oleschinski
- Friedenspreis des Deutschen Buchhandels 2004: Péter Esterházy: ungarischer Schriftsteller
- Georg-Büchner-Preis 2004: Wilhelm Genazino
- Hubert Burda Preis für junge Lyrik 2004 Osteuropas:
- Ingeborg-Bachmann-Preis: Uwe Tellkamp, Der Schlaf in den Uhren
- Matt-Cohen-Preis: Howard Engel
- Nadal-Literaturpreis: Antonio Soler für El camino de los ingleses
- Newbery Medal 2004 für Kinderliteratur: Kate DiCamillo, The Tale of Despereaux
- Österreichischer Staatspreis für Europäische Literatur 2004:
- Prix Goncourt 2004:
- Pulitzer-Preis, Sparte General Non Fiction: Der Gulag (ISBN 3-88680-642-1) von Anne Applebaum (* 1964)
- Rogers Writers’ Trust Fiction Prize: Alice Munro, Runaway, Kurzgeschichtensammlung
- Whitbread Book of the Year Award 2004:

## Neuerscheinungen
- 35 Kilo Hoffnung – Anna Gavalda
- 1812: Napoleons Feldzug in Russland – Adam Zamoyski
- Aarons Stab – D. H. Lawrence
- Absolute Freunde – John le Carré
- Am Hang – Markus Werner
- Bambiland – Elfriede Jelinek
- Der Bauch des Ozeans – Fatou Diome
- Die Blutgräfin – Wolfgang Hohlbein
- Chaos – David Mitchell
- Chronicles, Volume One – Bob Dylan
- Crispin – Ein Leben vogelfrei – Avi
- Deutsche Gerechtigkeit – Roman Grafe
- Elefantengedächtnis – António Lobo Antunes
- Endstufe – Thor Kunkel
- Geisterströmung – Brigitte Oleschinski
- Gilead (OA) – Marilynne Robinson
- Gottesdiener – Petra Morsbach
- Ein guter Jahrgang – Peter Mayle
- Halb so wild – Günter Senkel und Feridun Zaimoglu
- Hechtsommer – Jutta Richter
- Der Herr der Nussknacker – Iain Lawrence
- Ich mache mir Sorgen, Mama – Wladimir Kaminer
- Jessica, 30 – Marlene Streeruwitz
- Jonathan Strange & Mr Norrell – Susanna Clarke
- Junges Licht – Ralf Rothmann
- Knallhart – Gregor Tessnow
- Korsakov – Éric Fottorino
- Kristus – Robert Schneider
- Die Kurzhosengang – Zoran Drvenkar
- Landnahme – Christoph Hein
- Lila, Lila – Martin Suter
- Mein Jahr als Mörder – Friedrich Christian Delius
- Midnight Tides – Steven Erikson
- Millionen – Frank Cottrell Boyce
- Nervöse Fische – Heinrich Steinfest
- Ohnehin – Doron Rabinovici
- The Road to Reality – Roger Penrose
- Sakrileg – Dan Brown
- Schicksalsgefährten – Michael Morpurgo
- Der Schlaf in den Uhren (Erzählung) – Uwe Tellkamp
- Der Schwarm – Frank Schätzing
- Die seltene Gabe – Andreas Eschbach
- Die sieben Häupter – 11 Autoren und ein Autorenduo
- Spiegel – Liu Cixin
- Spieltrieb – Juli Zeh
- Die Stadt der Sehenden – José Saramago
- Starlite Terrace – Patrick Roth
- Sugar Rush – Julie Burchill
- Todsünde – Tess Gerritsen
- Der Tote im Bunker – Martin Pollack
- Vollidiot – Tommy Jaud
- Los Voraces 2019 – Andrew Soltis
- Wie es leuchtet – Thomas Brussig
- wir schlafen nicht – Kathrin Röggla
- Xanthe – Eine Liebe in Troja – Adèle Geras
- Zeig dein Gesicht – Alyssa Brugman
- Die Ziege oder Wer ist Sylvia? – Edward Albee
- Zwölf Gramm Glück – Feridun Zaimoglu

## Gestorben
- 04. Januar: Joan Aiken, britische Schriftstellerin
- 04. Januar: John Toland, US-amerikanischer Historiker und Autor
- ≈10. Januar: Spalding Gray, US-amerikanischer Schauspieler und Schriftsteller
- 10. Januar: Alexandra Ripley, US-amerikanische Schriftstellerin
- 13. Januar: Zeno Vendler, ungarisch-US-amerikanisch-kanadischer Philosoph und Linguist
- 14. Januar: Jack Cady, US-amerikanischer Science-Fiction-Autor
- 15. Januar: Alex Barris, kanadischer Schauspieler und Schriftsteller
- 15. Januar: Olivia Goldsmith, US-amerikanische Schriftstellerin
- 22. Januar: Islwyn Ffowc Elis, walisischsprachiger Schriftsteller
- 29. Januar: Janet Frame, neuseeländische Schriftstellerin
- 29. Januar: Mary M. Kaye, britische Autorin
- 04. Februar: Hilda Hilst, brasilianische Autorin
- 08. Februar: Julius Schwartz, US-amerikanischer Comic-Herausgeber und Literaturagent
- 19. Februar: Hermann Krings, deutscher Philosoph
- 28. Februar: Carmen Laforet, spanische Schriftstellerin
- 11. März: Gerhard Bengsch, deutscher Schriftsteller und Drehbuchautor
- 12. März: Finn Carling, norwegischer Autor
- 12. März: Cid Corman, russischstämmiger US-amerikanischer Autor und Übersetzer aus dem Japanischen
- 17. März: Monique Laederach, Schweizer Schriftstellerin
- 19. März: Leo Frank, österreichischer Autor
- 28. März: Robert Merle, französischer Autor
- 28. März: Peter Ustinov, britischer Regisseur, Schauspieler und Schriftsteller
- 30. März: Michael King, neuseeländischer Historiker, Autor und Biograph
- 09. April: Hannelore Valencak, österreichische Schriftstellerin
- 10. April: Jacek Kaczmarski, polnischer Dichter und Sänger
- 15. April: Hans Gmür, schweizerischer Theaterautor, Regisseur, Komponist und Produzent
- 15. April: Mitsuteru Yokoyama, japanischer Manga-Künstler
- 17. April: Edmond Pidoux, schweizerischer Schriftsteller
- 19. April: Norris McWhirter, britischer Verleger
- 22. April: Richard Reichensperger, österreichischer Journalist und Literaturkritiker
- 24. April: José Giovanni, französisch-schweizerischer Autor und Filmemacher
- 25. April: Thom Gunn, britischer Dichter
- 26. April: Hubert Selby, US-amerikanischer Schriftsteller
- 27. April: Roy Walford, US-amerikanischer Autor
- 01. Mai: Lojze Kovačič, slowenischer Schriftsteller
- 02. Mai: Paul Guimard, französischer Schriftsteller
- 06. Mai: Robert Gratzer, österreichischer Schriftsteller und Journalist
- 12. Mai: Michael Guttenbrunner, österreichischer Schriftsteller
- 14. Mai: Günter Gaus, deutscher Journalist und Politiker
- 15. Mai: William H. Hinton, US-amerikanischer Agronom und Autor
- 02. Juni: Dom Moraes, indischer Dichter und Schriftsteller
- 11. Juni: Jens Hagen, deutscher Schriftsteller
- 17. Juni: Sara Lidman, schwedische Schriftstellerin
- 18. Juni: Peter Märthesheimer, deutscher Drehbuchautor und Filmproduzent
- 20. Juni: Hanns Cibulka, deutscher Schriftsteller und Lyriker
- 22. Juni: Mattie Stepanek, US-amerikanischer Lyriker
- 01. Juli: Ettore Cella, schweizerischer Schauspieler, Regisseur, Autor und Übersetzer
- 02. Juli: Sophia de Mello Breyner Andresen, portugiesische Dichterin
- 11. Juli: Lothar Baier, deutscher Schriftsteller
- 11. Juli: Walter Wager, US-amerikanischer Schriftsteller
- 14. Juli: Hans A. Pestalozzi, schweizerischer Schriftsteller
- 31. Juli: Isabella Nadolny, deutsche Schriftstellerin
- 09. August: Ernst Naumann, deutscher Verleger
- 12. August: Humayun Azad, bengalischer Essayist, Dichter und Schriftsteller
- 13. August: Julia Child, US-amerikanische Köchin, Autorin, Fernsehpersönlichkeit
- 14. August: Czesław Miłosz, polnischer Schriftsteller, Literaturnobelpreisträger 1980
- 15. August: Ferdinand Schöningh, deutscher Verleger
- 17. August: Thea Astley, australische Schriftstellerin
- 03. September: André Stil, französischer Schriftsteller und Kunstkritiker
- 11. September: Fred Ebb, US-amerikanischer Songschreiber und Musicaltexter
- 24. September: Françoise Sagan, französische Schriftstellerin
- 28. September: Mulk Raj Anand, indischer Schriftsteller
- Frühherbst: Barbara Antkowiak, deutsche Slawistin, Literaturübersetzerin und Lektorin
- 06. Oktober: Brunhilde Baur, deutsche Verlegerin
- 13. Oktober: Bernice Rubens, britische Schriftstellerin
- 15. Oktober: Per Højholt, dänischer Schriftsteller
- 04. November: Tine Plesch, deutsche Musikjournalistin und feministische Autorin
- 09. November: Stieg Larsson, schwedischer Journalist und Schriftsteller
- 12. November: Lucia Berlin, US-amerikanische Schriftstellerin
- 29. November: Werner Quednau, deutscher Schriftsteller
- 19. Dezember: André Verdet, französischer Dichter, Maler und Bildhauer
- 28. Dezember: Susan Sontag, US-amerikanische Schriftstellerin, Essayistin und Publizistin (* 1933)